# MyTetra
MyTetra — кросс-платформенный PIM-менеджер с открытым исходным кодом на основе фреймворка Qt. Не требует наличия иных библиотек.
Разработка программы началась в первой половине 2000-х годов, публичный релиз состоялся в 2011 году. В 2016 году, начиная с версии 1.42.x, MyTetra была переведена на Qt 5. Программа имеет релизы для таких платформ, как Windows, Linux, FreeBsd, OsX. Существовали сборки для мобильной платформы MeeGo. Текущее состояние кода предоставляет экспериментальную возможность сборки под мобильную платформу Android.
Программа MyTetra разрабатывается с использованием принципа полной открытости технологий, свободного чтения и перемещения данных. Данные принципы обеспечивают устойчивое развитие программы,  возможность сохранения читаемости хранимых данных на протяжении десятилетий; позволяют организовать «бегство с формата» в случае смены персонального менеджера информации, без потери уже накопленной базы данных.

## Интерфейс
Хранение заметок организовано в виде древовидной структуры, каждый раздел является «веткой» дерева, а сами записи являются «листьями» (то есть, конечными элементами) по аналогии с структурой каталогов и файлов. Графический интерфейс программы предоставляет три основных рабочих области и одну дополнительную:
- область навигации по элементам дерева;
- область списка записей выбранного элемента;
- область текстового редактора;
- дополнительно, в нижней части интерфейса, панель поиска по базе данных.

Разделение интерфейса на область дерева и область списка записей позволяет организовать работу на небольших разрешениях экранов: разделы в дереве, обычно, имеют короткие названия, благодаря чему дерево разделов имеет небольшую ширину, при свободном «росте» в высоту за счет прокрутки. Записи же имеют достаточно длинные названия, и им предоставлена область списка записей, шириной, сравнимой с областью редактирования самого текста записи. Для больших разрешений предусмотрен функционал открепляемых окон, позволяющий держать на виду наиболее необходимые записи.

## Формат хранения
В MyTetra принят «естественный» формат хранения для каждого элемента данных: дерево разделов хранится в виде XML-файла, форматированный текст каждой записи хранится в виде HTML-файла, картинки хранятся в виде PNG-файлов (формат PNG выбран для сохранения качества), настройки программы хранятся в виде INI-файлов. Каждой записи выделяется отдельный каталог, где хранятся все относящиеся к записи файлы: файл с текстом записи, файлы картинок, прикрепляемые к записи файлы (attaches). Для гарантии переносимости между различными файловыми системами, имена всех каталогов и файлов содержат только символы латинского алфавита [a-z] и цифры.
Структура базы данных целенаправленно распределена между большим количеством небольших файлов, содержащих, преимущественно, текстовые данные. Это позволяет организовать эффективную синхронизацию файлового каталога с базой данных между несколькими установками MyTetra на разных компьютерах, с использованием любых сторонних систем контроля версий, таких как SVN, Git, Mercurial, или сервисов облачных дисков. Встроенного механизма синхронизации в MyTetra не реализовано, но сделаны инструменты вызова внешних программ синхронизации.

## Встроенный редактор
Для редактирования записей в MyTetra используется WYSIWYG-редактор WyEdit. В качестве основы редактора используется стандартный виджет QTextEdit, поддерживающий форматирование и сохранение HTML-документов. HTML-код, генерируемый данным виджетом, соответствует внутренним стандартам фреймверка Qt, и не полностью совместим со стандартом HTML 4.
Встроенный редактор MyTetra позволяет форматировать текст: изменение начертания, создание списков, работа с таблицами, вставка картинок, изменение цвета букв и фона, выделение вставок кода, работа с Интернет-ссылками.

## Шифрование
В программе предусмотрена возможность шифрации записей. Для шифрования записей пользователь должен выделить отдельную ветку, в которой будут находиться зашифрованные записи и подветки. В MyTetra задается только один пароль, которым шифруются зашифрованные ветки, то есть возможности шифровать различные ветки различными паролями не предусмотрено.
Шифрация производится с помощью кастомной реализации алгоритма RC5 в виде библиотеки RC5Simple, которая включается в поставку кода MyTetra. Шифрация происходит по алгоритму RC5-32/12/16 c CBC-режимом сцепления блоков шифротекста. Для защиты ключа шифрования, формируемого из пароля, применяется перемешивание битов по алгоритму Pbkdf2.
Формат хранения зашифрованных данных в MyTetra поддерживает версионирование, вследствие чего возможен мотивированный переход на любой другой алгоритм шифрования данных.
Степень защиты зашифрованных данных в MyTetra целиком и полностью зависит от сложности пароля, используемого пользователем.

## Управление через консоль
Предусмотрено управление запущенным экземпляром MyTetra посредством консольной команды. Для работы этой функции необходим запуск бинарника MyTetra в том же каталоге, в котором производился начальный запуск программы с GUI-интерфейсом. С помощью консольных команд можно производить следующие действия:
- активировать и разворачивать окно MyTetra (используется для возможности кроссплатформенной настройки открытия окна программы по горячей клавише)
- скрывать окно MyTetra в системный трей;
- отправлять команду завершения MyTetra (используется для корректного завершения MyTetra при выходе из системы в некоторых DE);
- перечитывать дерево данных;
- открывать в GUI-интерфейсе запись с заданным идентификатором;
- открывать в GUI-интерфейсе диалог создания новой записи;
- переключаться на ветку с заданным идентификатором.

Получить перечень доступных команд можно с помощью опции «--help». Данные команды используются, в частности, при создании альтернативных приложений, редактирующих базу данных MyTetra параллельно с запущенным экземпляром MyTetra.

## Награды
- Elena Opris. PIM-менеджеру MyTetra присвоена награда «Softpedia 100 % Free» сайта Softpedia[15].

### Комментарии
1. ↑  Исходный код MyTetra помещен в Арктический мировой архив

### Сноски
1. 1 2 3 4 5 6 7  Антон Платов. MyTetra: персональный менеджер информации // журнал Компьютерная газета Хард Софт. — 2011. — Сентябрь (№ 10/223). — ISSN 1819-6500. Архивировано 16 октября 2020 года.
2. ↑  Сергей Степанов. MyTetra - программа накопления осмысленной информации. История изменений. Webhamster.Ru. Дата обращения: 13 октября 2020. Архивировано 9 октября 2020 года.
3. ↑  Сергей Степанов. MyTetra v.1.42 - подробный обзор. Webhamster.Ru (2016-22-12). Дата обращения: 16 октября 2020. Архивировано 16 апреля 2021 года.
4. ↑  MyTetra 1.28. Персональный менеджер накопления информации MyTetra обновился до версии 1.28. PCNEWS.ru (сентябрь 2011). Дата обращения: 15 октября 2020. Архивировано 21 ноября 2011 года.
5. ↑  Обзор PIM-менеджера MyTetra v.1.42 - Часть 3 / MyTetra и платформа Android на YouTube, начиная с 41:42
6. 1 2  Webhamster. Самая нужная программа на свете. Поиск идеального помощника. Habr.com (5 декабря 2016). Дата обращения: 13 октября 2020. Архивировано 8 октября 2020 года.
7. 1 2  Alexander Tolstoy. Personal Information Manager MyTetra (англ.) // журнал Linux Format. — 2018. — Сентябрь (no. 241). — ISSN 1470-4234.
8. ↑  Обзор PIM-менеджера MyTetra v.1.42 - Часть 1 / Обзор интерфейса на YouTube, начиная с 2:46
9. ↑  Сергей Степанов. Диспетчер открепляемых окон заработал в MyTetra. Webhamster.Ru. Дата обращения: 13 октября 2020. Архивировано 31 октября 2020 года.
10. ↑  QTextEdit Class | Qt Widgets 5.15.1. doc.qt.io. Дата обращения: 20 октября 2020. Архивировано 30 октября 2020 года.
11. ↑  Криптографическая библиотека RC5Simple. Репозитарий на GitHub (англ.). Дата обращения: 12 октября 2020. Архивировано 29 ноября 2020 года.
12. ↑  Формат данных библиотеки RC5Simple. Дата обращения: 14 октября 2020. Архивировано 17 июня 2018 года.
13. ↑  Сергей Степанов. Опции командной строки в MyTetra. Webhamster.Ru (28 октября 2018). Дата обращения: 14 октября 2020. Архивировано 28 сентября 2020 года.
14. ↑  Обзор PIM-менеджера MyTetra v.1.42 - Часть 3 / Управление запущенной MyTetra через командную строку на YouTube, начиная с 37:07
15. ↑  MyTetra была включена в модерируемый каталог Softpedia и получила награду "Softpedia 100% Free". Любопытный хомячок. Дата обращения: 13 октября 2019. Архивировано 21 сентября 2020 года.